# Wit Kasteel (Vinderhoute)
Het Wit Kasteel is een kasteel in de tot de Oost-Vlaamse gemeente Lievegem behorende plaats Vinderhoute, gelegen aan Neerstraat 29-33.
Het is een 18e-eeuws landhuis binnen een cirkelvormige gracht. Ten oosten van het kasteel bevindt zich een koetshuis en ten westen een 18e-eeuws gerestaureerd neerhof waarvoor zich een 19e-eeuwse duiventoren bevindt.
Het domein omvat een langgerekt park.
Het kasteel en de omgeving zijn sinds 19-11-1996 aangeduid als beschermd monument en dorpsgezicht.

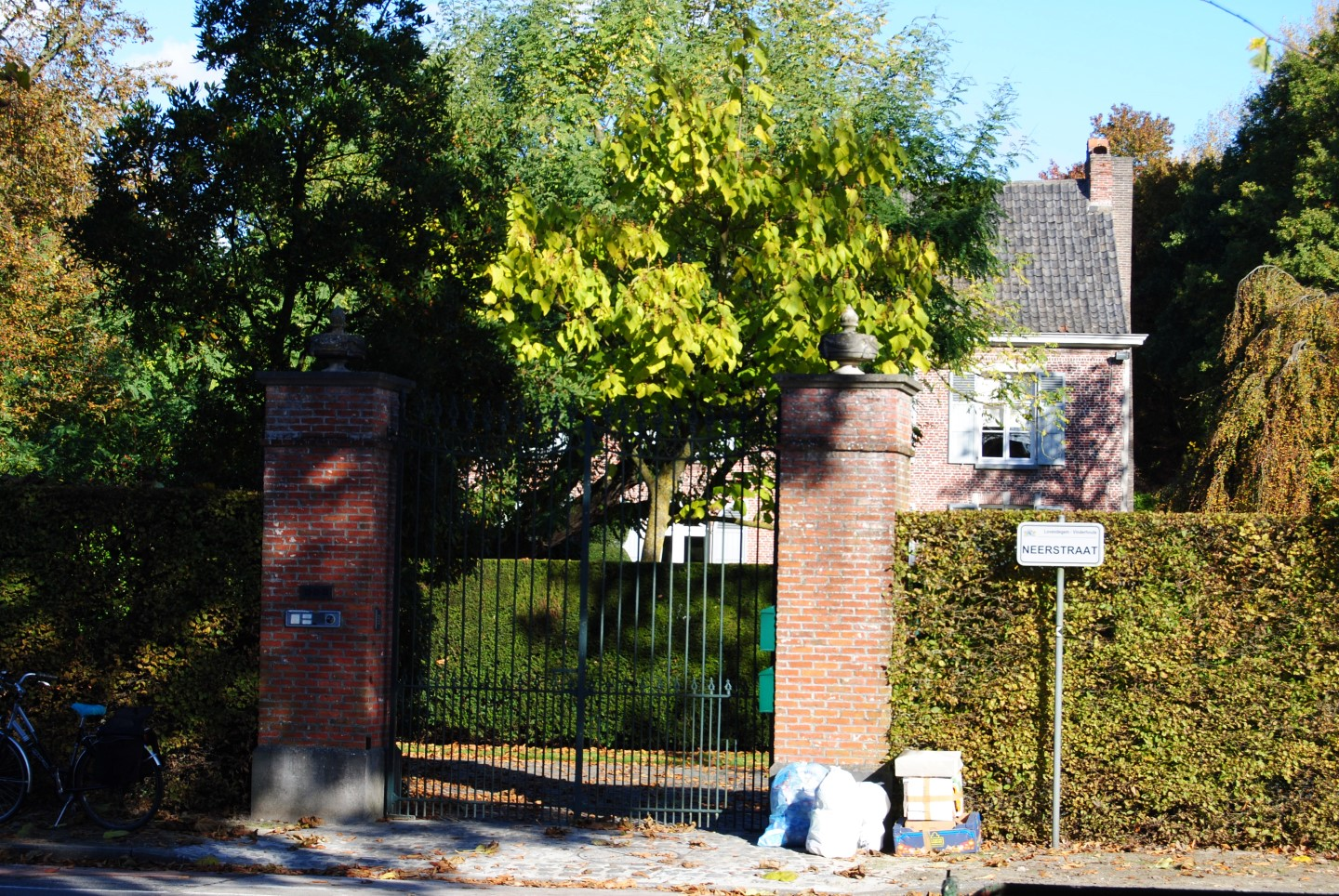
Toegang
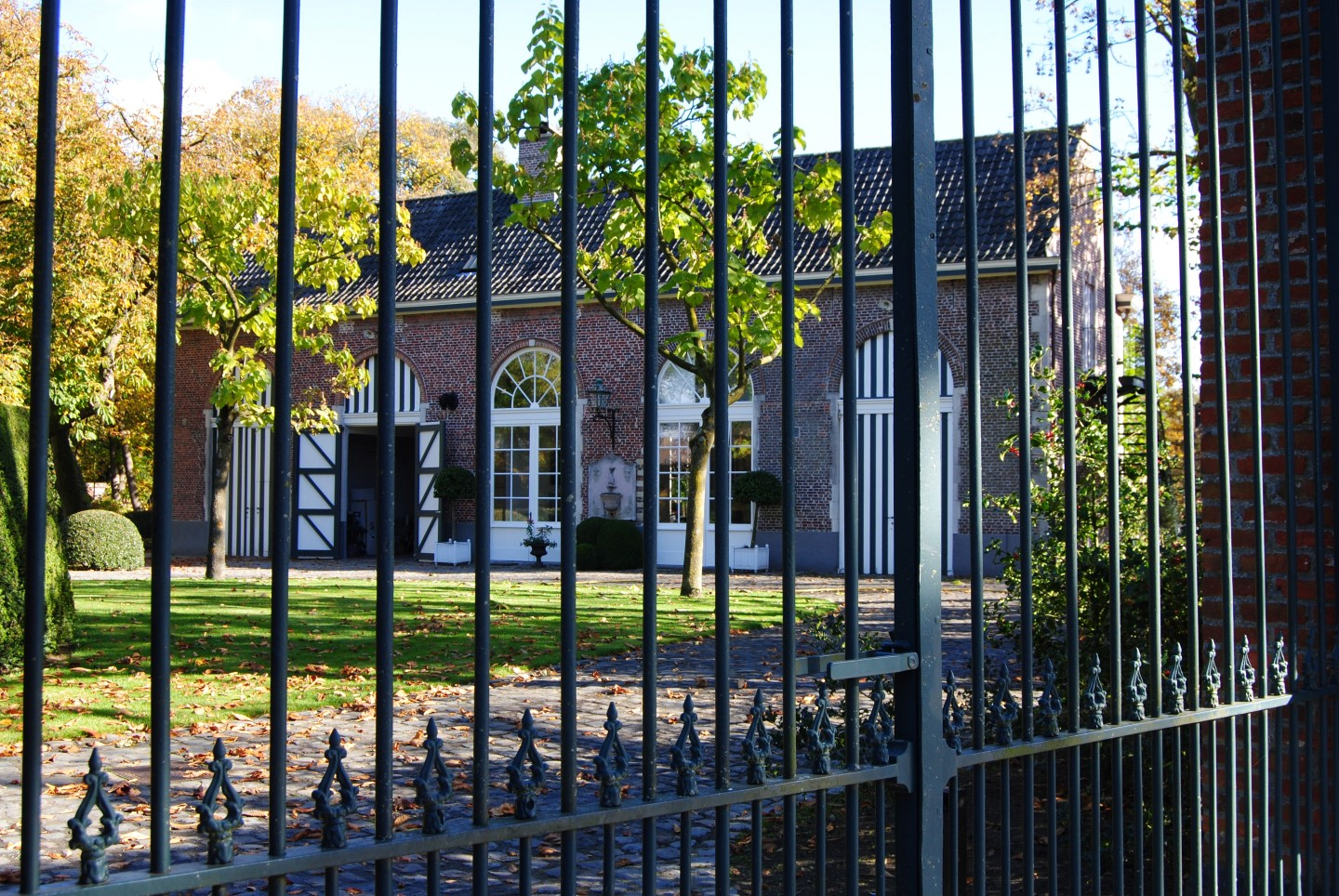
Koetshuis
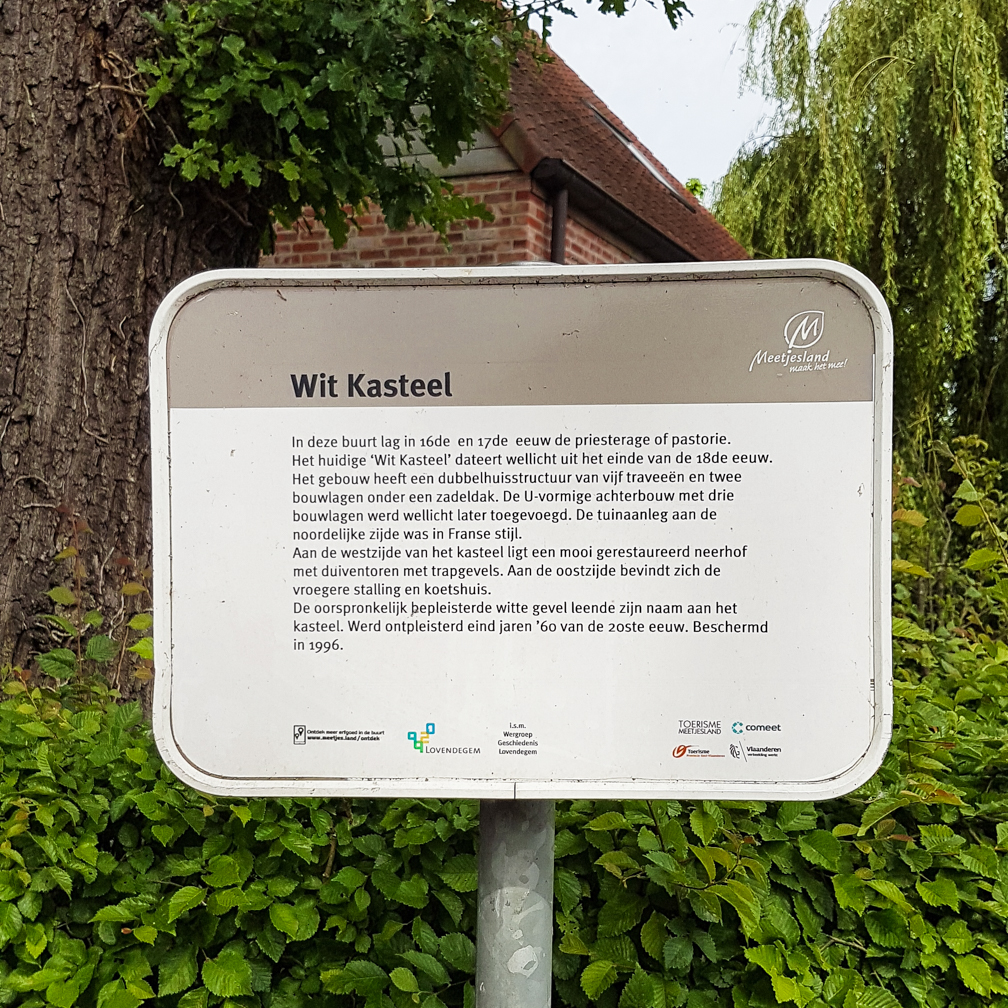
Informatiebord